# Nordøyane (archipel)
Nordøyane est un archipel du comté de Møre og Romsdal, en mer de Norvège. Les îles sont situées dans la municipalité de Giske et la municipalité d'Ålesund dans le nord du Sunnmøre et le Romsdal extérieur.  

## Composition de l'archipel
L'archipel comprend ces îles du nord au sud :
- Dans la commune d'Ålesund, 2.732 habitants (4% des habitants de la commune) vivent sur ces îles :
  - Finnøya
  - Harøya
  - Fjørtofta
  - Flemsøya (également appelé Skuløya ou Longva)
  - Haramsøya
  - Lepsøya
- Dans la commune de Giske avec 8.398 habitants répartis entre ces îles qui composent également l'ensemble de la commune :
  - Vigra
  - Valderøya
  - Giske
  - Godøya

## Transport
Les îles de la municipalité de Giske, qui sont les plus proches du centre d'Ålesund, ont une connexion continentale gratuite avec Ålesund.
Les îles de la municipalité d Ålesund étaient reliées par des car-ferries et des bateaux rapides. Depuis 2021, la liaison routière (Nordøyvegen (en)) relie les îles les plus septentrionales au continent via un pont et trois tunnels sous-marins.